# Résolution 384 du Conseil de sécurité des Nations unies
Membres permanents
- Chine
- États-Unis
- France
- Royaume-Uni
- URSS

Membres non permanents
- RSS de Biélorussie
- Cameroun
- Costa Rica
- Guyana
- Iraq
- Italie
- Japon
- Mauritanie
- Suède
- Tanzanie

Résolution no 383 Résolution no 385
La résolution 384 du Conseil de sécurité des Nations unies est adoptée à l'unanimité lors de la 1 869e séance du Conseil de sécurité des Nations unies le 22 décembre 1975, a pris note des déclarations des représentants du Portugal, de l'Indonésie et du Timor oriental et a reconnu le droit du peuple du Timor oriental à l'autodétermination et à l'indépendance conformément à la Charte. Le Conseil s'est déclaré gravement préoccupé par la détérioration de la situation au Timor oriental, a déploré l'intervention des forces armées indonésiennes dans cette nation et a exprimé son regret que le Portugal ne se soit pas acquitté pleinement de ses responsabilités en tant que puissance administrante.
La résolution appelle ensuite tous les Etats à respecter l'intégrité territoriale du Timor oriental ainsi que le droit inaliénable de son peuple à l'autodétermination et demande au gouvernement indonésien de retirer sans délai toutes ses forces du territoire. Le Conseil a demandé au gouvernement du Portugal, en tant que puissance administrante, de coopérer pleinement avec l'ONU et a invité instamment tous les États et les autres parties à coopérer pleinement aux efforts déployés par l'ONU pour parvenir à une solution pacifique de la situation et faciliter la décolonisation du territoire. La résolution demande ensuite au secrétaire général d'envoyer d'urgence un représentant spécial au Timor oriental afin de procéder à une évaluation sur place de la situation existante et d'établir un contact avec toutes les parties dans le territoire et de soumettre une recommandation au Conseil dès que possible.

### Textes
- Résolution 384 Sur fr.wikisource.org
- Résolution 384 Sur en.wikisource.org

### Source
- (en) Cet article est partiellement ou en totalité issu de l’article de Wikipédia en anglais intitulé « United Nations Security Council Resolution 384 » (voir la liste des auteurs).